# Egvonne
Die Egvonne ist ein Fluss in Frankreich, der in der Region Centre-Val de Loire verläuft. Sie entspringt im nordwestlichen  Gemeindegebiet von La Fontenelle, entwässert generell Richtung Südost und mündet nach rund 24 Kilometern im Gemeindegebiet von Cloyes-les-Trois-Rivières als rechter Nebenfluss in den Loir. 
Auf ihrem Weg durchquert die Evronne die Départements Loir-et-Cher und Eure-et-Loir.

## Orte am Fluss
(Reihenfolge in Fließrichtung)
- La Fontenelle
- Droué
- L’Allier, Gemeinde Bouffry
- Ruan-sur-Egvonne
- Villebout
- Yron, Gemeinde Cloyes-les-Trois-Rivières